# Microxina
Microxina is een geslacht van sponsdieren uit de familie van de gewone sponzen (Demospongiae).

## Soorten
- Microxina benedeni (Topsent, 1901)
- Microxina charcoti Topsent, 1916
- Microxina lanceolata Calcinai & Pansini, 2000
- Microxina myxa Goodwin, Brewin & Brickle, 2012
- Microxina phakellioides (Kirkpatrick, 1907)
- Microxina sarai Calcinai & Pansini, 2000
- Microxina simplex (Topsent, 1916)
- Microxina subtilis (Pulitzer-Finali, 1982)